# 윤탁구
윤탁구(尹鐸求, 1932년 6월 15일~)는 대한민국의 의사이다. 대한제국 학부 학무국장과 대한제국 중추원 의관을 지낸 윤치오(尹致旿)의 손자이자 원자력병원장, 서울대학교 총장을 지낸 윤일선(尹日善)의 둘째 아들이다. 제4대 대통령 윤보선의 당조카이다. 본관은 해평이다.
원자력병원장을 역임하고, 동생 윤종구와 함께 서울대학교 의과 대학 교수로 재직하였다. 암연구 활동을 하였으며 1993년 한국 학술원상을 수상하기도 했다. 그의 아버지 윤일선 역시 원자력 병원장을 역임했었다.

## 상훈
- 1993년 한국 학술원상

## 가족 관계
- 할아버지 : 윤치오(尹致旿, 1869년 8월 5일 ~ 1949년 12월 2일)
- 할머니 : 이숙경(李淑卿, 1869년 ~ 1909년)
  - 고모 : 윤시선(尹時善)
  - 숙부 : 윤명선(尹明善, 1900년 9월 1일 ~ 1946년 2월 11일)
  - 숙부 : 윤왕선(尹旺善, 1902년 1월 ~ 1926년 8월 20일, 미국에서 사망)
  - 숙부 : 윤승선(尹勝善, 1904년 8월 7일 ~ 1966년 7월 20일)
- 할머니 : 윤고려(尹高麗, 다른 이름은 윤고라, 1891년 4월 14일 ~ 1913년 12월 28일) - 김윤정(金潤晶)의 딸[2]윤고려는 본래 김씨이나 남편을 따라 성을 바꾸었다.[3][4]
  - 이복 고모 : 윤융희[5]
  - 이복 숙부 : 윤욱선
  - 이복 숙부 : 윤창선[5]
- 할머니 : 현송자(玄松子, 1897년 7월 7일 ~ 1934년 2월 16일)
  - 이복 숙부 : 윤영선(尹暎善, 1922년 11월 11일 - , 의사·정신과 전문의)
  - 이복 숙부 : 윤대선(1929년 2월 23일 - 1939년 11월 30일)
  - 이복 고모 : 윤효선(尹曉善, 1925년 4월 7일 - )
- 아버지 : 윤일선(尹日善, 1896년 10월 5일 ~ 1987년 6월 22일)
- 어머니 : 조마구례(趙瑪玖禮, 다른 이름은 조영숙(趙榮淑) 또는 Margaret Young Sook Cho, 1901년 ~ 2003년 8월 9일)
  - 형 : 윤석구(尹錫求, 1929년 - , 물리학자, 미국 사지노 대학 물리학과 교수)
  - 동생 : 윤종구 (尹鍾求, 의사)
  - 동생 : 윤진구 (尹鎭求, 1936년 - )
  - 동생 : 윤용구(尹鏞求, 1937년 - )
- 누나 : 윤영구 (다른 이름으로는 남편 최희창의 성을 따라 Alice Yun Chai 또는 앨리스 최, 1928년 7월 10일 - 2011년 5월 9일, 하와이 대학교 여성학과 (Department of Womens Studies) 교수)
  - 매형 : 최희창(Hichang Chai)
- 누이 : 윤 구

## 기타
윤탁구 외에도 그의 동생 윤종구가 의사이고, 아버지 윤일선이 의사였으며 5촌 당숙 윤유선은 보건사회부 의정국장과 국립의료원장을 지냈다. 재종조부 윤치왕 역시 의사였다.

## 같이 보기
- 원자력병원
- 윤보선
- 윤치오
- 윤일선
- 윤유선
- 윤치왕
- 윤종구
- 신필호
- 서재필